# Protorthodes utahensis
Protorthodes utahensis là một loài bướm đêm trong họ Noctuidae.